# Jonker Fransstraat
De Jonker Fransstraat is een winkelstraat in het centrum van Rotterdam die loopt vanaf de Meent/Goudsesingel ten oosten van de Rotte tot de Noorderbrug waar de straat overgaat in de Linker Rottekade. Over de straat rijden thans de trams van tramlijn 7 en tramlijn 8.
Op 1 juni 1879 vertrok vanaf de hoek Crooswijksekade/Jonker Fransstraat, de allereerste paardentram richting Beurs (nu: Blaak). Door de Jonker Fransstraat loopt dus over het oudst bereden tramspoor van Rotterdam.
Tijdens het Bombardement van 14 mei 1940 en daarop volgende stadsbrand, is de westzijde van de straat vrijwel volledig verwoest. Alleen de twee panden met de huisnummers 39 en 41, dateren van voor de Tweede Wereldoorlog. De oostzijde van de Jonker Fransstraat is in het kader van stadsvernieuwing, in de jaren zeventig geheel vervangen.
De straat is vernoemd naar Jonker Frans van Brederode (4 februari 1465 – 11 augustus 1490). Ten tijde van de Hoekse en Kabeljauwse twisten wist Jonker Frans als aanvoerder van de Hoeken, Rotterdam te heroveren en te verdedigen tegen Maximiliaan I van Oostenrijk.
Op 5 februari 1489 staken zijn Hoekse troepen (zo'n 300 soldaten uit Rotterdam) het kasteel van Rhoon in brand.

## Trivia
In de omgeving van de Jonker Fransstraat speelden zich de avonturen van Pietje Bell van schrijver Chris van Abkoude af.
Admiraal de Ruyterweg ·
Admiraliteitskade ·
Aert van Nesstraat ·
Baan ·
Batavierenstraat ·
Beukelsdijk ·
Beursplein ·
Beurstraverse ·
Binnenweg ·
Binnenwegplein ·
Binnenrotte ·
Blaak ·
Boezemweg ·
Boompjes ·
Bosland ·
Botersloot ·
Burgemeester van Walsumweg ·
Churchillplein ·
Coolsingel ·
Coolvest ·
Eendrachtsplein ·
Eendrachtsweg ·
Geldersekade ·
Goudsesingel ·
's-Gravendijkwal ·
Haagseveer ·
Henegouwerlaan ·
Hofdijk ·
Hofplein ·
Hoogstraat ·
Jonker Fransstraat ·
Karel Doormanstraat ·
Kipstraat ·
Kolk ·
Koningin Emmaplein ·
Korte Hoogstraat ·
Kruiskade ·
Kruisplein ·
Leuvehoofd ·
Lijnbaan ·
Lombardkade ·
Maasboulevard ·
Mariniersweg ·
Mathenesserlaan ·
Mauritsweg ·
Meent ·
Museumpark ·
Oostmolenwerf ·
Oostplein ·
Oude Binnenweg ·
Parkkade ·
Parklaan ·
Pim Fortuynplaats ·
Plein 1940 ·
Pompenburg ·
Rochussenstraat ·
Saftlevenstraat ·
Schiedamsedijk ·
Schiedamse Vest ·
Schouwburgplein ·
Spaansekade ·
Stadhuisplein ·
Stationsplein ·
Stroveer ·
Van Oldenbarneveltstraat ·
Vasteland ·
Veerkade ·
Weena ·
Westblaak ·
Westerkade ·
West-Kruiskade ·
Westersingel ·
Westplein ·
Willemskade ·
Willemsplein ·
Witte de Withstraat